# Otomo
Otomo (Отомо) — з 1923 року японський виробник автомобілів, штаб-квартира якого знаходилась у Токіо. У 1928 році компанія припинила виробництво автомобілів.

## Заснування компанії
Ріохі Тойокава був членом правління фірми Mitsubishi Zaibatsu. Був у нього син Юнья, він був старшим сином у батька, хлопець захоплювався архітектурою і механікою з самого дитинства. Це захоплення привело до того, що у віці 26 років він, подружившись з Кейшін Судзі, засновує в Токіо чавуноливарну компанію Hakuyosha Ironworks.
Але Юнья захоплюється винаходами, і він винаходить механізм, який дозволяє керувати суднами за допомогою гіроскопів, який він відразу патентує. Його винаходом зацікавилися в США, куди він і їде на переговори з компанією Sperry Corporation.
У Штатах він залишається на цілих два роки, але не з цікавості, він вступає до університету, де навчається на автомобільного конструктора, а також вивчає, як керувати заводами і фабриками.
У 1917 році він повертається до Японії, де починає займатися, крім іншого, імпортом техніки.

## Початок виробництва автомобілів
У 1921 році він будує 2 прототипи під назвою «Алес». Один з них оснащений мотором в 780 кубиків і має повітряне охолодження (Модель «М»), другий має мотор 1610 см3 і має рідинне охолодження (Модель «S»).
Після 2-х років доопрацювань, в 1923 році він почав серійно випускати автомобілі під назвою Otomo.
У серію пішли автомобілі з моторами об'ємом в 1 л і 1.3 л, обидва з повітряним охолодженням. У 1926 році додався 1.8 (24 сили) з водяним охолодженням. Автомобільчики були побудовані на дерев'яних шасі і кузови були побудовані на дерев'яних каркасах, оббитих сталевими листами, тому вага автомобілів становила 450 кг (600 кг у 1.8).

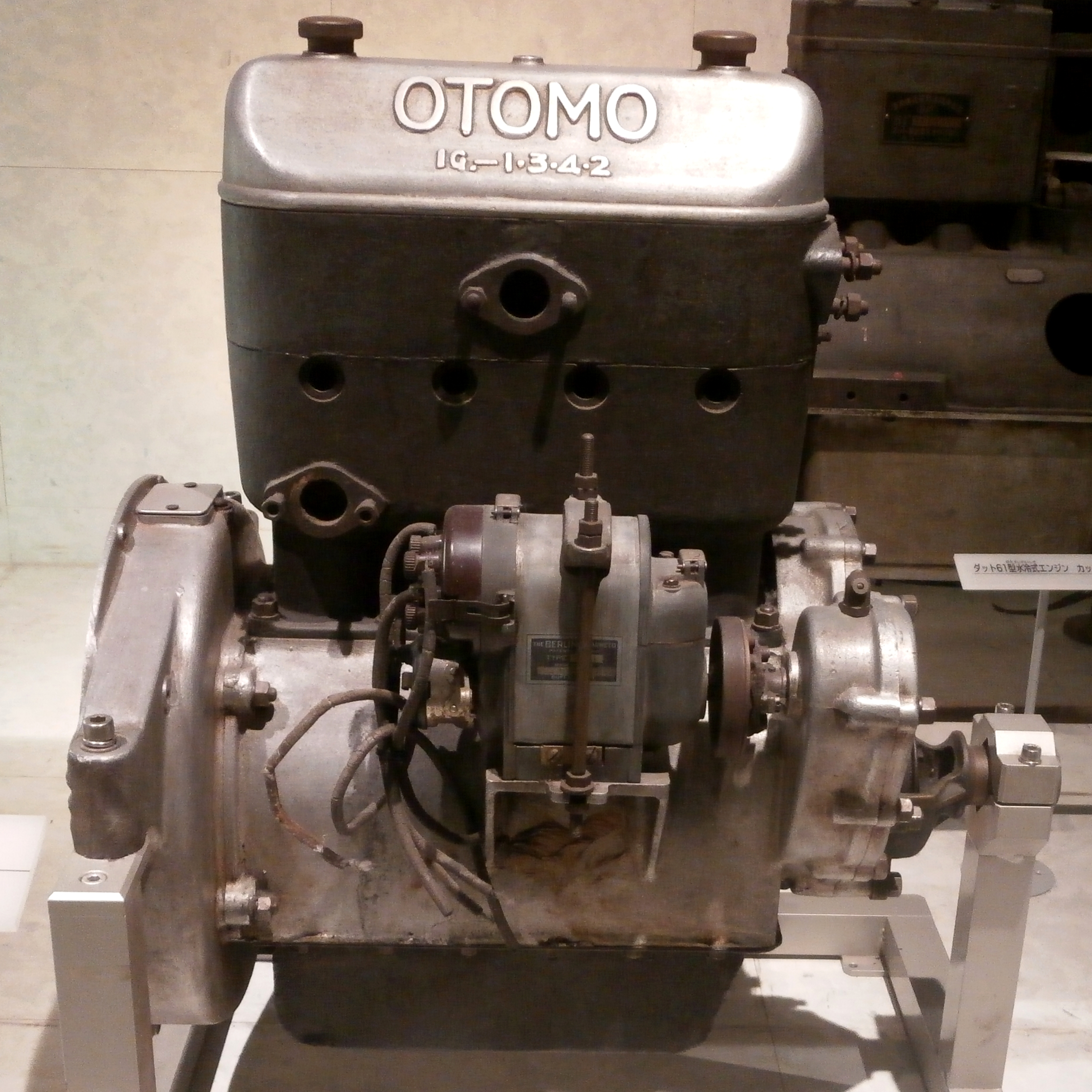
Двигун Otomo 1 litre

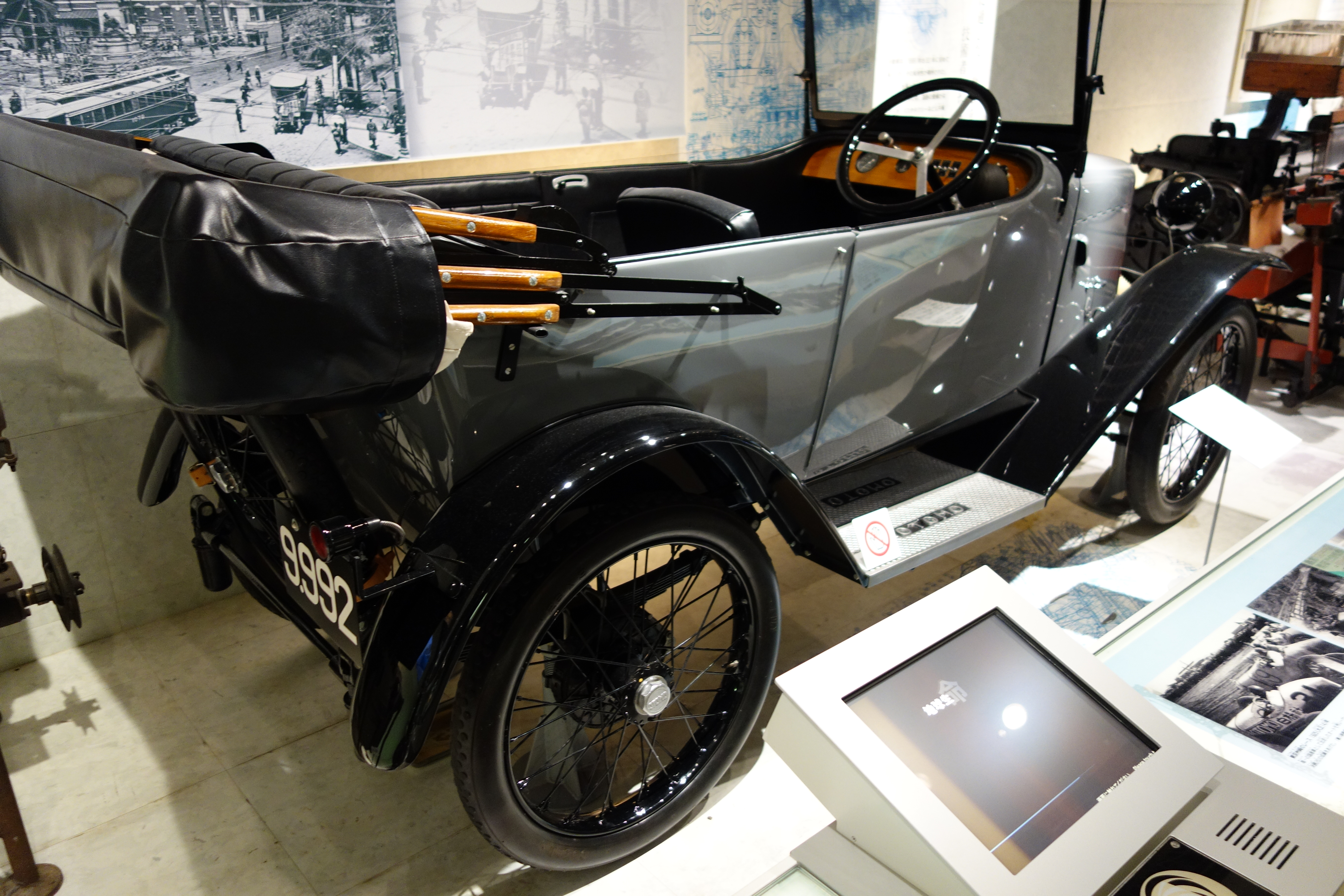
Otomo. Вигляд ззаду

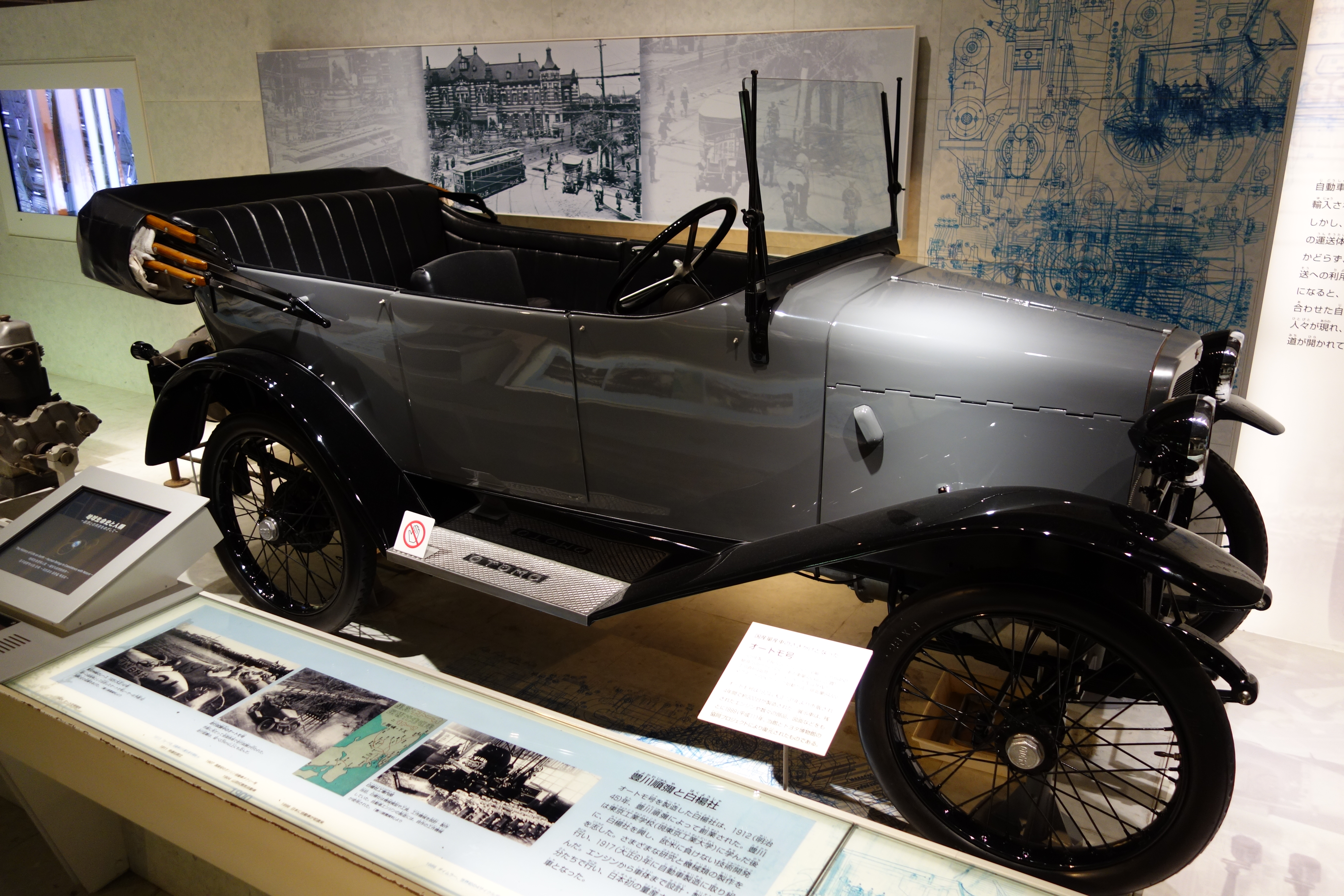
Otomo. Вигляд збоку

На жаль, для Японії того часу приватні автомобілі були так само недоступні, як селянину в Радянському Союзі, так що автомобілі цієї марки в більшості своїй працювали в таксі.

## Припинення виробництва автомобілів. Закриття компанії
Крім продажів таксофірмам, фірмі вдалося налагодити постачання автомобілів в Китай, таким чином «Отомо» стали першими японськими автомобілями, які пішли на експорт. Але в 1925 році в Японії з'явився «Форд», а потім — і «Шевроле», у яких був досвід масового виробництва автомобілів, ці фірми стали пропонувати більш доступні і в той же час більш технологічні машини, так що в 1928 році фірма Hakuyosha Ironworks припинила виробництво «Отомо», всього за 5 років вдалося випустити близько 300 машин.

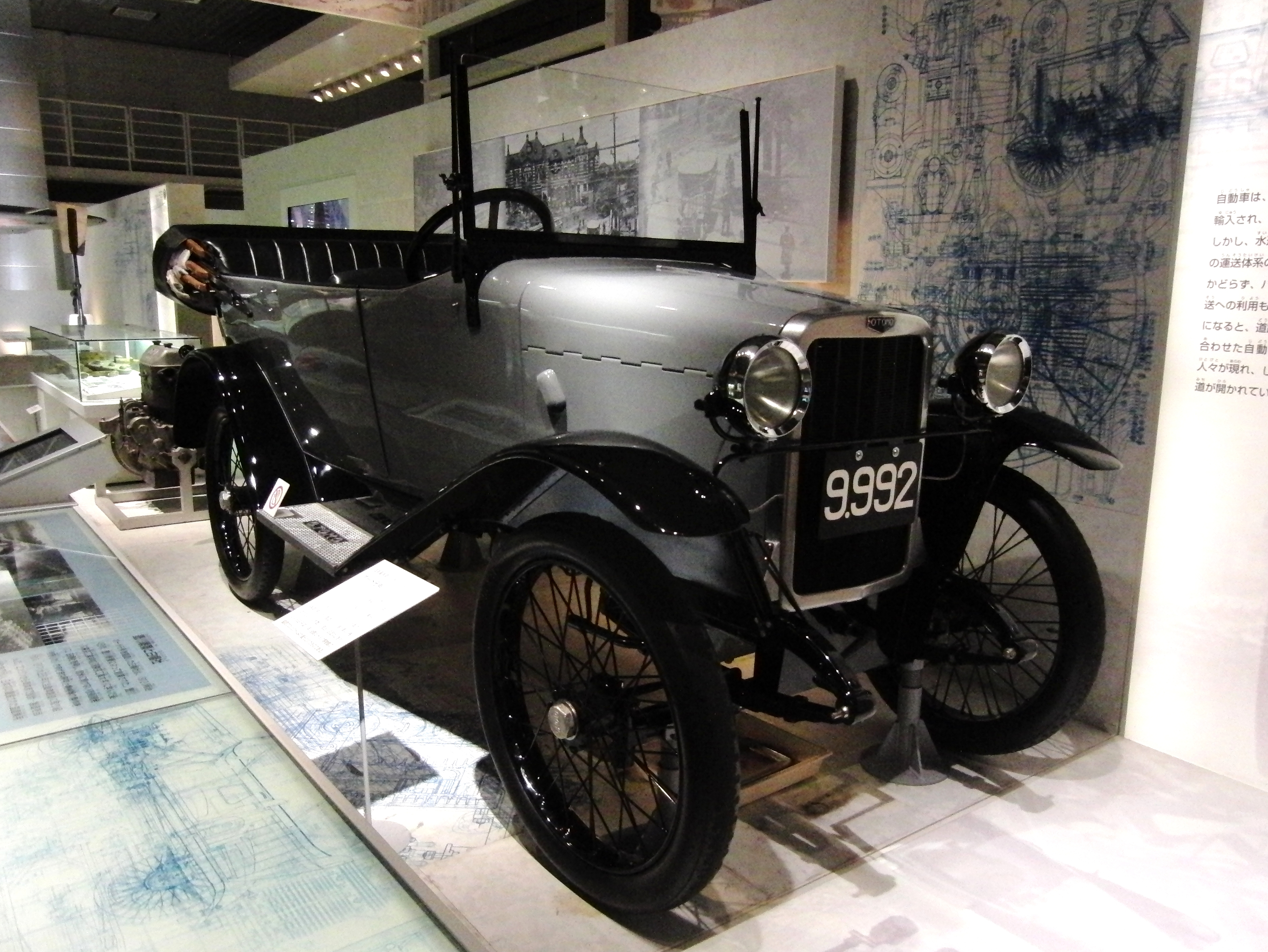
«Отомо» з повітряним охолодженням в Національному музеї природи та науки в місті Токіо

Як не дивно, але фірмі «Тойота» вдалося відшукати останки такого автомобіля і відновити його, пізніше виставивши в музеї «Тойоти».
«Отомо» була одна з двох японських марок, які випускалися в 20-ті роки.

## Список автомобілів Otomo
- 1923 — Otomo 1 litre
  - Otomo 1.3 litre
- 1926 — Otomo 1.8 litre